# Bertradaburg
Die Bertradaburg ist die Ruine einer Höhenburg auf einem 348 m ü. NN hohen Felssporn über der Ortsgemeinde Mürlenbach im Landkreis Vulkaneifel in Rheinland-Pfalz. Sie liegt damit im geographischen Zentrum des merowingischen Frankenreichs.

## Geschichte
Seit dem 19. Jahrhundert findet sich als Vermutung oder auch Tatsache formuliert, dass die Burg auf den Resten eines römischen Kastells errichtet wurde, das vermutlich zum Schutz der Römerstraße Trier–Köln diente. Hierfür gibt es aber keine Belege oder auch nur Hinweise. Zu bedenken ist ferner, dass die Burg vier bis fünf Kilometer von der römischen Fernstraße entfernt ist.
In der Burg soll nach örtlicher Überlieferung Bertrada, die Mutter Karls des Großen gelebt haben, was auf seine Geburt etwa 747 schließen lässt. Die Existenz der Burg wird erst im 13. Jahrhundert als Landesfestung der gefürsteten Reichsabtei Prüm urkundlich nachgewiesen (vergleiche das Mittelrheinische Urkundenbuch), es sprechen jedoch archäologische Befunde für Vorgängerbauten der Burganlage.
Nachdem 1794 bis 1802 das Kloster Prüm durch die französischen  Revolutionstruppen besetzt und beschädigt worden war, kam die Burg Mürlenbach durch die Säkularisation in Privatbesitz und wurde versteigert.
Ende des 20. Jahrhunderts wurden die noch erhaltenen Burgmauern und Gebäude durch Familie Tiepelmann restauriert und vor allem das in staatlichem Besitz stehende 30 Meter hohe ruinöse Doppelturmtor durch staatliche Mittel wiederhergestellt. 2009 wurden den neuen Eigentümern Zuschussmittel aus den Haushalten des Bundes und des Landes Rheinland-Pfalz zur Sicherung und Instandsetzung des fünf Meter starken Süd-West-Rondells aus dem 16. Jahrhundert bewilligt. Die aus dem 13. Jahrhundert stammende Schildmauer wurde ebenfalls mit Fördermitteln des Landes Rheinland-Pfalz saniert.

## Beschreibung und heutige Nutzung
Der 30 Meter hohe Wohnturm, das Doppelturmtor der Betradaburg, ist weithin sichtbar, bietet einen wunderschönen Blick über die Landschaft und kann im Rahmen regelmäßiger Führungen besichtigt werden. Jedes Jahr findet im Burghof das Mürlenbacher Burgfest statt. Die Burg ist in Privatbesitz.

## Belege
1. ↑  Siehe Jakob Schneider, Das Kyllthal mit seinen nächsten Umgebungen, nach geschichtlich-antiquarischem und naturhistorischem Bezug und mit Rücksicht auf die Sagen, Trier 1843, S. 83 (Digitalisat); Georg Bärsch, Eiflia Illustrata III 2,1, Aachen/Leipzig 1854, S. 291 (Digitalisat); Johannes Hubert Müller, Heimatgeschichte von Mürlenbach. Aus dem Land der Karösen, Mürlenbach 1932, S. 43; Joseph Groben, Das stille Tal der Kyll. Geschichte, Dichtung, Malerei, Musik, Trier 2018, S. 186.
2. ↑  Siehe Michael Losse, Bertradaburg Mürlenbach, Landkreis Vulkaneifel – Heimatjahrbuch 2000, S. 132‒141, hier S. 132 (Digitalisat).